# Unions-Außenhandelsvereinigung
Eine Unions-Außenhandelsvereinigung war in der UdSSR ein Wirtschaftsunternehmen zur Durchführung von Handelsgeschäften mit dem Ausland.

## Problemlage
In der UdSSR litt die Umsetzung des Sowjetischen Außenhandelsmonopols anfangs unter einer Bürokratismus-bedingten Schwerfälligkeit. Deshalb wurde am 6. Februar 1930 durch eine Anweisung des Volkskommissariats für Außen- und Binnenhandel über die Reorganisation des sowjetischen Außenhandels ein Versuch unternommen, dem abzuhelfen: Auf die bis dahin tätigen Export-Import-Aktiengesellschaften folgten teils durch Umwandlung bald dreißig Unions-Außenhandelsvereinigungen (russ.: Vsesojuznye vnešnetorgovye ob'edinenija), die von 1931 an innerhalb und vom 27. Juli 1935 an auch außerhalb der UdSSR selbstständig Außenhandelsgeschäfte abschließen durften. Damit gab es für jede Warengruppe einen speziellen Außenhandelsträger.

## Organisation
1970 gab es ungefähr 40 Unions-Außenhandelsvereinigungen, die größtenteils dem Außenhandelsministerium der UdSSR unterstanden. Zum „Staatskomitee für wirtschaftliche Beziehungen mit dem Ausland“ beim Ministerrat der UdSSR dagegen gehörten solche Außenhandelsvereinigungen, die vollständige Anlagen ins Ausland lieferten. Daneben gab es eine Kooperative Außenhandelsvereinigung bei Zentrosojus. Die übergeordneten Organisationen genehmigten die Satzungen der Außenhandelsvereinigungen und ließen sie mit den Rechten einer juristischen Person auch im Ausland arbeiten. Dabei beschränkten sich die Vereinigungen auf ihr Spezialgebiet und bekamen darauf vom Staat ein Monopol. Die Handlungsvollmacht hatten ein Vorsitzender und sein Stellvertreter.